# Veronica Superguide
Veronica Superguide (voorheen Veronica Magazine) is een Nederlandse gids voor film en tv, uitgegeven door Veronica Uitgeverij BV, sinds 20 april 2020 onderdeel van DPG Media.
Veronica Superguide bestaat, naast het wekelijkse magazine, uit verschillende specials, een website, een podcast en social mediakanalen. De gids heeft een brede doelgroep en richt zich op iedereen die graag goed op de hoogte wil zijn van alles wat er op een scherm te zien is, zowel op lineaire tv als op streamingkanalen en in de bioscoop.
Veronica Magazine was oorspronkelijk in handen van Vereniging Veronica, maar momenteel is er geen eigendomsrelatie meer. Wel is er nog sprake van een naamlicentie-overeenkomst.

## Oplage
Totaal betaalde gerichte oplage volgens HOI, Instituut voor Media Auditing, vanaf 2016 NOM. Vanaf 2023 NMO (Nationaal Media Onderzoek).
- 1990: 1.037.572
- 2000: 1.115.916
- 2004: 1.066.856[2]
- 2006: 1.013.200[3]
- 2007: 1.003.534[4]
- 2011: 795.556[5]
- 2012: 696.864[6]
- 2013: 588.485
- 2014: 470.145
- 2015: 386.919
- 2016: 311.028
- 2017: 258.758
- 2018: 214.565
- 2019: 177.499
- 2020: 156.923
- 2021: 140.672
- 2022: 123.857
- 2023: 108.634
- 2024: 98.458
- 2025: 92.450

## Geschiedenis
Oorspronkelijk was het Veronica Magazine een initiatief van de zeezender Radio Veronica. Later ging het tijdschrift fungeren als verenigingsblad annex omroepgids van de VOO. In 2003 bracht de Vereniging Veronica de Veronica Uitgeverij BV onder bij SBS Broadcasting BV, als onderdeel van de samenwerking tussen SBS, Vereniging Veronica en Sky Radio. SBS Nederland was van 29 juli 2011 tot 19 juli 2017 via SBS Broadcasting in handen van Sanoma Media en Talpa Media. Daarvoor was Veronica Uitgeverij (via SBS Broadcasting) in handen van ProSiebenSat.1 Media AG. Sinds 19 juli 2017 is de uitgeverij in handen van Sanoma die de uitgeverij samen met haar Nederlandse uitgeefactiviteiten op 20 april 2020 heeft verkocht aan DPG Media die thans eigenaar is van het blad.
Het eerste nummer van Veronica Magazine verscheen op 30 september 1971 in een oplage van 35.000 exemplaren. In april 1975 werd de wekelijkse verschijningsfrequentie tijdelijk teruggeschroefd naar één keer per veertien dagen. Na de toelating van de VOO tot het publieke omroepbestel werd Veronica Magazine vanaf januari 1976 weer een weekblad met daarin nu ook de programmagegevens van de diverse radio- en tv-zenders.
In verband met de zeer snel dalende oplage van Veronica Magazine werd in oktober 2014 besloten tot een ingrijpende reorganisatie van de redactie, waarbij achttien medewerkers boventallig werden verklaard.
In mei 2021 werd er een naamsverandering doorgevoerd en ging het magazine verder als Veronica Superguide, nadat Superguide en het Veronica Magazine werden samengevoegd. Het vernieuwde magazine verschijnt, net als Veronica Magazine, wekelijks.
Avrobode ·
Family7 Magazine ·
KRO Magazine · 
MAX Magazine · 
Mikro Gids · 
NCRV-gids · 
Televizier · 
Totaal TV · 
TrosKompas · 
TV Krant · 
TVFilm · 
VARAgids · 
Veronica Superguide · 
Visie · 
VPRO Gids